# Emília Kubištová
Emília Kubištová (24. března 1956 – 9. prosince 1983) byla slovenská a československá politička Komunistické strany Slovenska a poslankyně Sněmovny národů Federálního shromáždění za normalizace.

## Biografie
K roku 1981 se profesně uvádí jako dělnice. Ve volbách roku 1981 zasedla do slovenské části Sněmovny národů (volební obvod č. 110 – Kysucké Nové Mesto, Středoslovenský kraj). Ve Federálním shromáždění setrvala do své smrti roku 1983. Zemřela tragicky. V parlamentu ji pak nahradila Irena Prievozníková.